# Stiff Upper Lip
《Stiff Upper Lip》은 오스트레일리아의 하드 록 밴드 AC/DC의 열네 번째 스튜디오 음반이다. 이 음반은 이 밴드의 열세 번째 국제적으로 발매된 스튜디오 음반이었고 오스트레일리아에서 발매된 열네 번째 음반이었다. 이 음반은 2000년 2월 29일에 발매되었고, 맬컴의 형 조지 영과 앵거스 영이 프로듀싱한 것으로, 2017년 조지가 죽기 전 마지막으로 프로듀싱한 AC/DC 음반이다. 이 음반은 AC/DC 리마스터즈 시리즈의 일부로 2007년 4월 17일에 미국에서 다시 발매되었고, 2005년 영국에서 다시 발매되었다.

## 배경
영 형제는 1997년 여름 런던과 네덜란드에서 기타에 맬컴을, 드럼에 앵거스를 얹은 채 《Stiff Upper Lip》이 될 곡을 쓰기 시작했으며 1998년 2월까지 이 곡들이 완성되었다. 이 밴드는 캐나다의 프로듀서 브루스 페어번과의 새 음반을 녹음할 계획이었는데, 그는 대단히 성공적인 《The Razors Edge》와 《AC/DC Live》를 프로듀싱을 했지만, 페어번은 1999년 5월에 사망했다. 영 형제는 1988년 《Blow Up Your Video》를 프로듀싱했던 형 조지 영, 해리 반다와 함께 밴드의 초기 음반, 1995년 《Ballbreaker》 (릭 루빈과 함께)를 공동 프로듀싱해 《Stiff Upper Lip》을 완성한 마이크 프레이저에게 눈을 돌렸다.

## 평가
| 평가 점수            | 평가 점수 |
| 출처                 | 점수      |
| -------------------- | --------- |
| Allmusic             | [ 2 ]     |
| Blender              | [ 3 ]     |
| Entertainment Weekly | C+        |
| NME                  | (9/10)    |
| Q                    | [ 6 ]     |
| Rolling Stone        | [ 7 ]     |

《Stiff Upper Lip》은 미국 《빌보드》 차트에서 7위로 올라섰고 영국에서는 12위로 정점을 찍었다. 핀란드, 스웨덴, 독일, 오스트리아에서 1위를 차지했다. 이 음반은 《Ballbreaker》보다 평론가들로부터 더 좋은 평가를 받았지만 새로운 아이디어가 부족하다고 여겨졌다.

## 곡 목록
모든 곡들은 앵거스 영과 맬컴 영에 의해 작사/작곡하였다.
| #  | 제목                      | 재생 시간 |
| -- | ------------------------- | --------- |
| 1. | 〈Stiff Upper Lip〉       | 3:34      |
| 2. | 〈Meltdown〉              | 3:41      |
| 3. | 〈House of Jazz〉         | 3:56      |
| 4. | 〈Hold Me Back〉          | 3:59      |
| 5. | 〈Safe in New York City〉 | 3:59      |
| 6. | 〈Can't Stand Still〉     | 3:41      |

| #   | 제목                         | 재생 시간 |
| --- | ---------------------------- | --------- |
| 7.  | 〈Can't Stop Rock 'n' Roll〉 | 4:02      |
| 8.  | 〈Satellite Blues〉          | 3:46      |
| 9.  | 〈Damned〉                   | 3:52      |
| 10. | 〈Come and Get It〉          | 4:02      |
| 11. | 〈All Screwed Up〉           | 4:36      |
| 12. | 〈Give It Up〉               | 3:54      |

## 인증
| 국가                                                  | 인증     | 판매량/출하량 |
| ----------------------------------------------------- | -------- | ------------- |
| 아르헨티나 (CAPIF)                                    | 골드     | 30,000^       |
| 오스트레일리아 (ARIA)                                 | 플래티넘 | 70,000^       |
| 오스트리아 (IFPI 오스트리아)                          | 골드     | 25,000*       |
| 캐나다 (뮤직 캐나다)                                  | 플래티넘 | 100,000^      |
| 핀란드 (Musiikkituottajat)                            | 골드     | 27,417        |
| 프랑스 (SNEP)                                         | 2× 골드  | 200,000*      |
| 독일 (BVMI)                                           | 3× 골드  | 450,000^      |
| 스페인 (PROMUSICAE)                                   | 플래티넘 | 100,000^      |
| 스웨덴 (GLF)                                          | 골드     | 40,000^       |
| 스위스 (IFPI 스위스)                                  | 플래티넘 | 50,000^       |
| 영국 (BPI)                                            | 골드     | 100,000^      |
| 미국 (RIAA)                                           | 플래티넘 | 1,000,000^    |
| 요약                                                  |          |               |
| 유럽 (IFPI)                                           | 플래티넘 | 1,000,000*    |
| *판매량을 기반으로 한 인증 ^출하량을 기반으로 한 인증 |          |               |